# Ярмаковский сельский совет
Ярмаковский сельский совет (укр. Ярмаківська сільська рада) — входит в состав
Миргородского района
Полтавской области
Украины.
Административный центр сельского совета находится в 
с. Ярмаки.

## Населённые пункты совета
- с. Ярмаки
- с. Емцы
- с. Ерки